# Вителино (Перуђа)
Вителино је насеље у Италији у округу Перуђа, региону Умбрија.
Према процени из 2011. у насељу је живело 113 становника. Насеље се налази на надморској висини од 294 м.